# Charles Whitney Gilmore
Charles Whitney Gilmore (11 marzo 1874 – 27 settembre 1945) è stato un paleontologo statunitense.
Conosciuto anche nella forma nominativa con il secondo nome puntato – vale a dire Charles W. Gilmore – descrisse resti di dinosauri provenienti dal Nordamerica e dall'Asia (Cina).

## Biografia
Tra le sue scoperte, ricordiamo i sauropodi Alamosaurus e Mongolosaurus, gli ornitopodi Pachycephalosaurus, Bactrosaurus, Thescelosaurus e Parrosaurus, i dinosauri cornuti Brachyceratops e Styracosaurus, il dinosauro corazzato Pinacosaurus e i teropodi Archaeornithomimus, Alectrosaurus e Chirostenotes.
Oltre a descrivere nuovi generi di dinosauri, Gilmore scrisse numerose monografie, tra cui una su Stegosaurus (1914), sui dinosauri carnivori (1920), su Apatosaurus (1936) e uno studio dettagliato su un giovane esemplare di Camarasaurus (1925).
Gilmore è morto nel 1945 ed è stato sepolto nel Cimitero nazionale di Arlington, in Virginia.